# Euphorbia caterviflora
Euphorbia caterviflora ist eine Pflanzenart aus der Gattung Wolfsmilch (Euphorbia) in der Familie der Wolfsmilchgewächse (Euphorbiaceae).

## Beschreibung
Die sukkulente Euphorbia caterviflora bildet kleine Sträucher bis 30 Zentimeter Höhe aus, die zweihäusig sind. Aus einer etwas knolligen Wurzel erscheinen dicht stehende gegenständige Triebe, die ausgebreitet sind und bis 6 Millimeter dick werden. Die weiteren Verzweigungen erfolgen mit sehr kurzen, zylindrischen bis sechsrippigen Trieben, die eine glatte oder aufgeraute Oberfläche haben. Die dreieckig-spiessförmigen Blätter werden bis 2,5 Millimeter lang, sind zurückgebogen und in der regel langlebig.
Der Blütenstand besteht aus einfachen Cymen, die end- oder achselständig erscheinen, zu zweit oder zu mehreren zusammen stehen und sitzend sind. Die eiförmigen Tragblätter werden 1,3 Millimeter lang und 0,6 Millimeter breit. Die Cyathien erreichen bis 3 Millimeter im Durchmesser und die elliptischen Nektardrüsen stoßen aneinander. Die nahezu kugelförmige Frucht erreicht 4 Millimeter im Durchmesser und steht an einem 0,5 Millimeter langen Stiel. Über die Samen ist nichts bekannt.

## Verbreitung und Systematik
Euphorbia caterviflora ist in den südafrikanischen Provinzen Westkap, Ostkap und Freistaat verbreitet.
Die Erstbeschreibung der Art erfolgte 1915 durch Nicholas Edward Brown. Synonyme zu dieser Art sind Tirucallia caterviflora (N.E.Br.) P.V.Heath (1996) und Euphorbia hastisquama N.E.Br. (1915).